# Luís Pereira
Luís Edmundo Pereira (Juazeiro, 1949. június 21. –) brazil válogatott labdarúgó.

## Pályafutása

### Klubcsapatban
Pályafutása nagy részét a Palmeiras (1968–74, 1981–84) és az Atlético Madrid (1974–80) csapataiban töltötte. A Palmeiras színeiben kétszer nyerte meg a Paulista állami bajnokságot: 1972-ben és 1974-ben, és háromszor a brazil bajnokságot: 1969-ben, 1972-ben és 1973-ban. Az Atlético tagjaként 1976-ban spanyol kupát, 1977-ben spanyol bajnoki címet szerzett.

### A válogatottban
1973 és 1977 között 32 alkalommal szerepelt a brazil válogatottban. Részt vett az 1974-es világbajnokságon. A Hollandia elleni középdöntő-mérkőzésen kiállították, miután durván szabálytalankodott Johan Neeskens-szel szemben. Tagja volt az 1975-ös Copa Américan bronzérmet szerzett válogatott keretének is.

## Sikerei, díjai
Palmeiras
- Paulista bajnok (2): 1972, 1974
- Brazil bajnok (3): 1969, 1972, 1973

Atlético Madrid
- Spanyol bajnok (1): 1976–77
- Spanyol kupa (1): 1975–76

Brazília
- Copa América bronzérmes (1): 1975

## Külső hivatkozások
- Luís Pereira adatlapja a National-Football-Teams.com oldalon (angolul)

- Luís Pereira (angol nyelven). SambaFoot.com
- Luís Pereira (angol nyelven). FootballDatabase.eu